# Шенгальц, Игорь Александрович
Игорь Александрович Шенгальц родился в Челябинске в 1979 году. Учился в Южно-Уральском Государственном Университете.
Публикуется с 2008 года. Основное увлечение автора – фантастика и фэнтези. Сотрудничает с ведущими издательствами, такими как Эксмо, АСТ, «Альфа-книга», Центрполиграф, «АСТ. Ленинград», «Астрель» и др. Помимо романов, пишет статьи для различных СМИ. Несколько лет вел колонку в проекте «Русская idea» - итогом этой работы стал сборник статей и материалов «Хроники современной Германии».

«…С детства любил читать. Как и каждый ребенок, выросший в СССР при дефиците хороших книг, особенно фантастики, читал просто всё, что попадало под руку, начиная с приключений Дюма, Жюля Верна, Стивенсона, Буссенара, Фенимора Купера, Майна Рида и прочих замечательных авторов прошлого, и, кончая, Ефремовым, Стругацкими [братьями А. Н. и Б. Н. Стругацкими], американской фантастикой «Золотого века» и, конечно, подростковой фантастикой и детскими сказками: истории про Алису – Кира Булычева, «Пятеро в звездолете» Мошковского, «Волшебник Изумрудного города» Волкова и многое другое.
Позже, когда на прилавках начали активно появляться разные авторы, круг чтения только расширился. Тут уже сыграли большую роль книги издательства «Северо-запад», выходившие в то время в желтых супер-обложках. Я, кажется, перечитал их все. По крайней мере, какие смог приобрести. Особо хочу отметить «Хроники Перна» и «Сагу о копье». Но то были в основном западные авторы, а еще чуть позже я открыл для себя русских писателей новой волны. В первую очередь, Лукьяненко, Перумов, Успенский, Фрай. Очень любил читать Юрия Никитина — цикл «Трое из леса» и другие романы. Позже были и иные авторы. В те годы я, как постоянный посетитель «книжного развала» в Челябинске, знал всех наших издающихся авторов по именам — и всех их читал. К сожалению, эти времена прошли. При нынешнем пресыщении рынка, невозможно запомнить каждого автора. Волей-неволей приходится ограничивать свой круг чтения авторами проверенными. Для меня такими стали Акунин (ранние романы), Корнев, Пехов, Бенедиктов, Иванов… и, конечно, Лукьяненко — для меня это писатель-фантаст номер один в отечественной фантастике…»

### Циклы произведений
- Баллада о Рыцаре
  - Баллада о Рыцаре. Шагнуть за ворота. Фэнтези, Эксмо: книга "Баллада о рыцаре. Шагнуть за ворота", 2013, тир.3000, ISBN 978-5-699-63465-1
  - Баллада о Рыцаре. Цена верности. Фэнтези, Т8-Рипол: книга, 2019, ISBN 978-5-517-00627-1
- Мир-тень
  - Мир-тень. Фантастика, Альт.история, Центрполиграф: книга "Мир-тень", 2019, тир.2500, ISBN 978-5-227-08532-0
  - Попрыгун (Мир-тень 2). Фантастика, Альт.история, Центрполиграф: книга "Попрыгун", 2019, тир.2000, ISBN 978-5-227-08764-5
- Служба Контроля 
  - Служба контроля. Фэнтези, Детектив, Эксмо: книга "Служба контроля", 2014, тир.2500, ISBN 978-5-699-73858-8
  - Провинциальный маг. Фэнтези, Детектив, АСТ: книга "Провинциальный маг", 2017, тир.2500, ISBN 978-5-17-982396-4
- Сыщик Бреннер
  - Сыщик Бреннер, Фантастика, Альт.история, Детектив, Альфа-книга: книга "Сыщик Бреннер", 2016, тир.5000, ISBN 978-5-9922-2298-2
  - Ксенофоб (Сыщик Бреннер-2), Фантастика, Альт.история, Детектив, Альфа-книга: книга "Ксенофоб", 2019, тир.3000, ISBN 978-5-9922-2869-4
  - Патриот. Звезда морей. Книга 1.
- Черные ножи (Черные ножи,  Черные ножи - 2,  Черные ножи - 3,  Черные ножи - 4)
- XVII ("Семнадцатый") 1.Грязь, кровь и вино (в соавторстве с Александром Башибузуком)  2.Наваррец  3. Александр Башибузук "Аббат" (третья книга цикла, без участия Игоря Шенгальца)  4.Де Брас  5.Мечом и словом Божьим! (в соавторстве с Александром Башибузуком)

### Романы
- Время приключений, 2008
- Земля обречённая, 2011
- Охотник, 2016
- Знакомьтесь, Гагарин! 2017
- Бранденбургские ворота (не закончено, не опубликовано)
- Черные ножи. Черные ножи - 2.  Черные ножи - 3.  Черные ножи - 4. (СИ)
- Грязь, кровь и вино (в соавторстве с Александром Башибузуком). (СИ)
- Наваррец. (СИ)
- Де Брас. (СИ)
- Мечом и словом Божьим! (в соавторстве с Александром Башибузуком) (СИ)
- Герой по найму (СИ)
- Пиастры, ром и черная метка! (СИ)
- Патриот. Звезда морей. Книга 1. (СИ)
- Ганфайтер (СИ)

### Рассказы
- Ангел-хранитель
- Главное качество человека

## Статьи
- Список публикаций в СМИ: https://politconservatism.ru/author/shengalts Архивная копия от 9 июля 2019 на Wayback Machine.
- Рецензия на Квази[2].

## Награды
- Бронзовый Роскон-2018 за роман "Знакомьтесь, Гагарин!"